# (11772) Jacoblemaire
(11772) Jacoblemaire (4210 T-2) – planetoida z pasa głównego asteroid okrążająca Słońce w ciągu 4,36 lat w średniej odległości 2,67 j.a. Odkryta 29 września 1973 roku.